# Mathias Padrun
Mathias Padrun, russisch Матвей Иванович Падрен-де-Карне Matvei Iwanowitsch Padren-de-Karne (* 9. März 1809 in Sagens; † 30. Juli 1891 ebenda) war ein Schweizer Lehrer und Schulinspektor in Südrussland.
Padrun wurde im Kanton Graubünden geboren, verbrachte aber 50 Jahre im Russischen Zarenreich. Er absolvierte eine „brillante Karriere“ und brachte es bis zum Generalschulinspektor.
Padrun besuchte die Mittelschule in Wangen, und das Jesuitenkollegium in Feldkirch. Er studierte in Lausanne und München Philologie und Philosophie. Auf Vermittlung von Johann Peter Mirer, des späteren Bischofs von Chur, erhielt er eine Lehrerstelle in Kiew. Seine weiteren Stationen waren das Gymnasium von Vilnius, wo er Latein und Griechisch unterrichtete. Später unterrichtete er Französisch und war Aufseher am 1. und 2. Gymnasium in Kiew. 1848 erhielt er eine Professur am 3. Realgymnasium in Moskau, 1858 wurde er Direktor des Adelsinstituts in Vilnius. 1866 erhielt er den Posten eines Direktors am Alexander-Gymnasium in Kertsch, den er bis 1876 innehatte, bevor er 1876 Bezirksinspektor der Volksschulen im Lehrbezirk Odessa (inklusive Krim) innehatte. Verbunden mit diesem Posten durfte er den Titel „General“ führen, so nannte man ihn auch in Sagogn nach seiner Rückkehr ins Heimatdorf im Jahr 1880 („il signur general“). Das von ihm gewählte Adelsprädikat „de Carné“ oder russisch „de-Karne“ oder „Korne“ leitete er aus dem Dorfteil in Sagogn ab, wo er herstammte. Padrun starb 1891 an den Folgen einer Verletzung während eines Überfalls.